# Вахтендонк
Вахтендонк (нем. Wachtendonk) — община в Германии, в земле Северный Рейн-Вестфалия.
Подчиняется административному округу Дюссельдорф. Входит в состав района Клеве. Население составляет 7,8 тыс. человек (2009); в 2000 г. — 7,5 тысяч. Занимает площадь 48,1 км².
Коммуна подразделяется на 2 сельских округа.

## География

### Географическое положение
Вахтендонк расположен западнее Рейна на Нижнерейнской равнине на юге района Клеве. Севернее города река Нетте впадает в реку Нирс.

### Структура коммуны
Коммуна состоит из двух крупных посёлков: собственно Вахтендонк и Ванкум, из жителей которых избирается глава коммуны. Каждая из этих двух частей коммуны сохраняет свой частичный суверенитет, оставшийся с того времени, когда они были самостоятельными независимыми коммунами. К Вахтендонку относятся более мелкие населённые пункты Гененп (Geneng), Гелинтер (Gelinter) и Шлик (Schick). К Ванкуму относятся Аэрбек (Aerbeck), Харцбек (Harzbeck), Лангдорф (Langdorf), Мюллем (Müllem) и Форст (Vorst).

### Соседи
На западе и севере Вахтендонк граничит с городом Штрален, на востоке с коммуной Керкен, на юге с городами Кемпен, Неттеталь и коммуной Грефрат. Последние три входят в район Фирзен. Из крупных городов ближе всего нидерландский Венло (Фенло) (в 13 км) и немецкий Крефельд (в 20 км).

## История коммуны

### Собственно город Вахтендонк

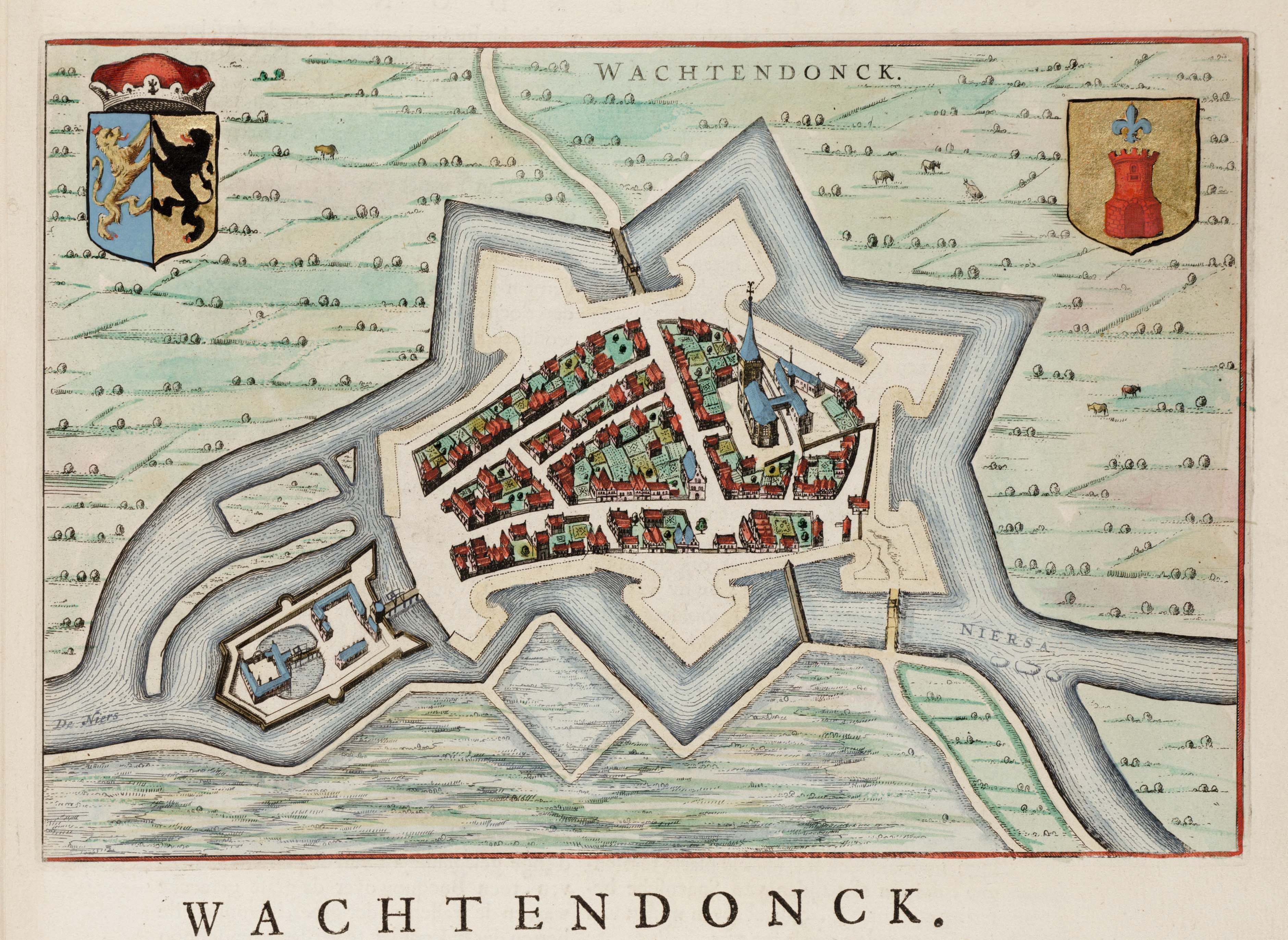
Город-крепость Вахтендонк в 1649 году (из Атласа ван Лоона)

После римлян, о которых имеются сведения в немногих документах, территорию в III—IV веках завоевали франки. Территория современного Вахтендонка, называемая ранее землёй Гайссерн, по классификации немецких племён была заселена племенем Мюльгау. В XII веке земля Гайссерн была захвачена архиепископами Кёльна. Их правители (фогты) поселились на возвышенном песчаном острове («донк» на местном диалекте) среди болот и основали там водный замок со рвом. Именно от словосочетания «фогтен-донк» произошло современное название Вахтендонк. С 1326 года Вахтендонк стал принадлежать знатному роду герцогства Гелдерн, а в 1343 году получил статус города. Это позволило оградить его стеной и рвом и построить церковь. Временами Вахтендонк отходил к Клевскому герцогству. Его пограничное положение между двумя герцогствами было окончательно разрешено в ходе сражения при Штралене, где победа досталась войску Гелдерна.
В ходе восьмидесятилетней войны (Нидерландской революции), в которой Голландия боролась за независимость от испанского владычества, Вахтендонк несколько раз переходил из рук в руки. В 1572 году войска Вильгельма Оранского захватили крепость Вахтендонк, затем в 1578 году Голландия вновь отвоевала город и удерживала его в течение 10 лет. В 1588 году граф Эрнст фон Мансфельд вернул Вахтендонк испанской короне, но в 1600 году Нидерланды отвоевали её назад. Несмотря на сильные оборонительные сооружения, испанская армия взяла крепость приступом ещё один раз. В 1607 году крепость была уничтожена.
В 1713 году, после окончания Испанской войны за наследство, согласно Утрехтскому мирному договору Вахтендонк вместе с частью герцогства Гелдерн отошёл к Пруссии.
В 1794 году французские революционные войска заняли левый берег Рейна и оставались там в течение 20 лет. Какое-то время Вахтендонк принадлежал к основанному в 1798 году департаменту де-ла-Рур и, таким образом, к Франции. После отречения Наполеона Вахтендонк был возвращён в 1815 году Пруссии (согласно решению Венского конгресса) и оставался там до Второй мировой войны, которая закончилась для города 3 марта 1945 года вторжением 8-й танковой дивизии США.

### Посёлок Ванкум

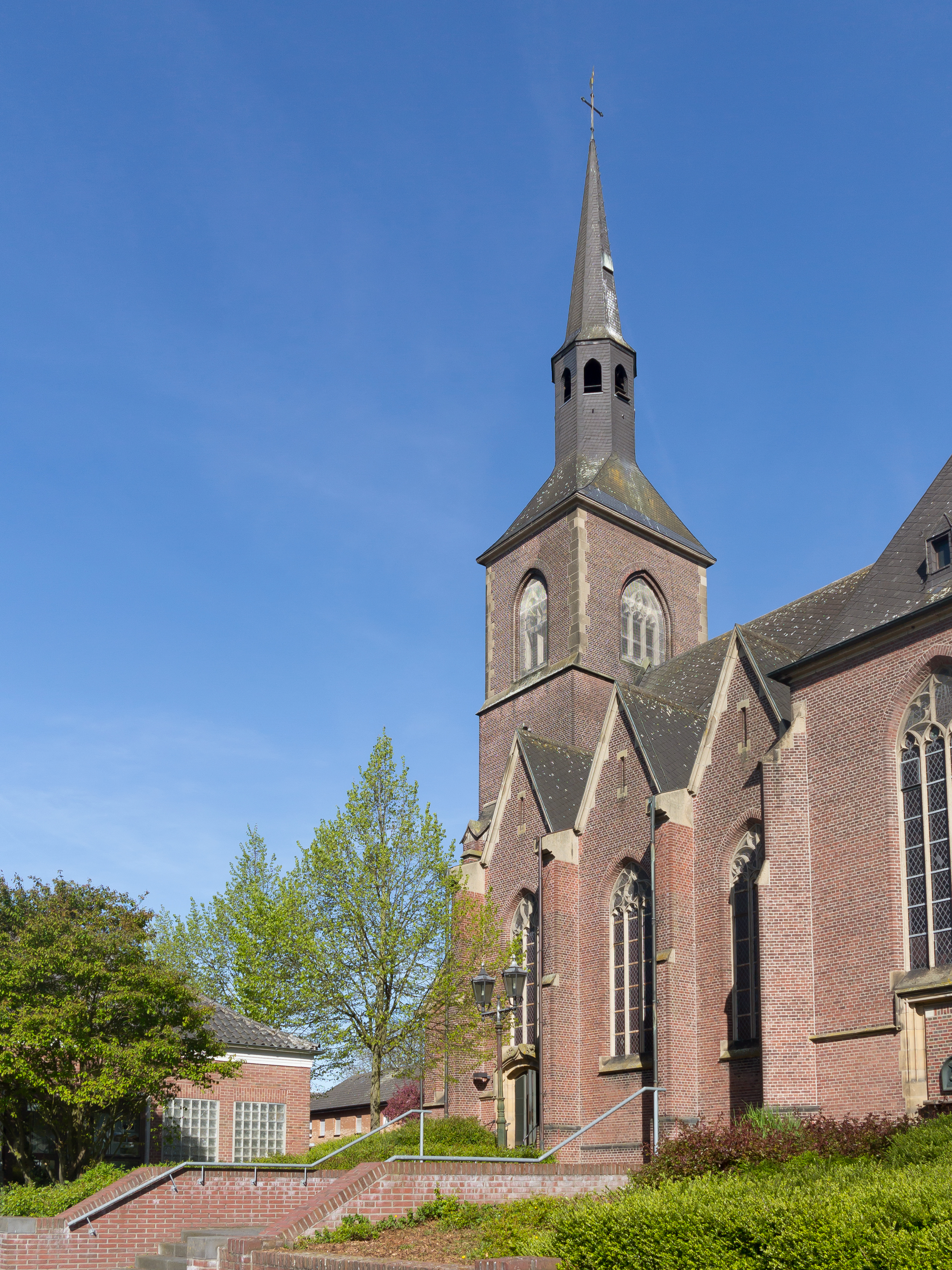
Церковь Святого Мартина.

Название Wankum происходит от франконского Ванкхайм (Wankheim) — «Дом на лугах и пастбищах». Суффикс «ум» (um) означает «дом»(heim) и часто встречается в географических названиях, например, таких как Лоттум (часть коммуны Хорст на Маасе в Лимбурге (Нидерланды), Ланк-Латум (часть города Мербуш в Северном-Рейне Вестфалии, Севенум (город в провинции Лимбург, Нидерланды), Штокум (район Дюссельдорфа, Фернум (часть коммуны Гелдерн в Северном Рейне-Вестфалии) и т. д. Кроме того, на франкское поселение указывает покровитель прихода св. Мартина. Приход св. Мартина был основан около 500 года. В документе от 28 августа 1279 года Ванкум впервые упоминается как Ванххайм (Wanchheim). Тогда в Ванкуме проиошла встреча герцога Иоанна Брабантского, архиепископа кёльнского Зигфрида Вестербургского, графа Дитриха Клевского и графа Рейнальда Гельдернского. На этой встрече был решён Ванкумерский земельный мир. Стороны договорились помогать друг другу в борьбе с фальшивомонетчиками и рыцарями-разбойниками.
После окончания Войны за испанское наследство Вахтендонк и Ванкум, в соответствии с решениями Утрехтского мира (1713 г.) вместе с частью герцогства Гелдерн отошли к Пруссии. С 1798 по 1814 г. они попали под французское владычество, а с 1815 года по решению Венского конгресса практически со всей территорией Нижнего Рейна вошли в состав Королевства Пруссия. 23 апреля 1816 года по инициативе прусской администрации вошли в район Гельдерн как один из более чем 40 уездов провинции Юлих-Клеве-Берг, позже — Рейнской провинции.
Из имеющих историческое значение зданий в Ванкуме практически ничего не сохранилось. Только на дворе начальной школы можно увидеть фундамент первой церкви посёлка. О других менее приятных достопримечательностях (которые не сохранились) напоминают лишь названия улиц, например «Ан дер Дингбанк» "(An der Dingbank) — на которой находился суд и выносил приговоры.
Современное совершенствование инфраструктуры посёлка осуществляется за счёт средств коммуны и земельного Аграрного управления. В бывшем доме капеллана у церкви св. Мартина обустроен «деревенский салон» (Дорфштубе/Dorfstube), в котором организована экспозиция небольшого краеведческого музея.

### Административная реформа
Муниципалитет Вахтендонк возник в его нынешнем виде 1 июля 1969 года во время 1-й муниципальной программы реорганизации Северного Рейна-Вестфалии. Тогда отдельные коммуны Вахтендонк и Ванкум были объединены в один новый муниципалитет Вахтендонк. Поскольку право титульного города «Город Вахтендонк» никогда не может быть отменено, то было выбрана необычная комбинация, согласно которой «город» является частью коммуны.
1 января 1975 года в ходе 2-й программы реструктуризации в Северном Рейне-Вестфалии старый район Клеве был объединен с бывшим районом Гелдерн и частями округов Мёрс и Рес в новый большой район Клеве. Благодаря южному расположению Вахтендонк четко экономически ориентирован на близлежащие Кемпен и Крефельд.

### Динамика населения
В таблице проводится динамика численности населения Вахтендонка по пятилетиям.
| Годы:      | 1975 | 1980 | 1985 | 1990 | 1995 | 2000 | 2005 | 2010 | 2015 |
| ---------- | ---- | ---- | ---- | ---- | ---- | ---- | ---- | ---- | ---- |
| Население: | 5749 | 5772 | 6087 | 6392 | 7185 | 7576 | 7841 | 7888 | 8189 |

| Год  | Численность | Численность |
| ---- | ----------- | ----------- |
| 1975 | 5758        | [ 8 ]       |
| 2017 | 8197        | [ 1 ]       |
| 2019 | 8118        | [ 9 ]       |
| 2021 | 8192        | [ 10 ]      |
| 2022 | 8225        | [ 11 ]      |
| 2023 | 8292        | [ 2 ]       |